# Anil Mann
Anil Kumar Maan (ur. 11 grudnia 1980) – indyjski zapaśnik walczący w stylu wolnym. Zajął dwunaste miejsce na mistrzostwach świata w 2009. Jedenasty na igrzyskach azjatyckich w 2002. Szósty na mistrzostwach Azji w 2000. Srebrny medalista igrzysk wspólnoty narodów w 2002. Mistrz Wspólnoty Narodów w 2005 i 2007, a trzeci w 2009 roku.